# Grobnik (żupania istryjska)
Grobnik – wieś w Chorwacji, w żupanii istryjskiej, w gminie Pićan. W 2011 roku liczyła 15 mieszkańców.